# 石巻フットボール場
石巻フットボール場（いしのまきフットボールじょう）は、宮城県石巻市南境の石巻市総合運動公園（セイホクパーク石巻）内にあるサッカー・ラグビー専用競技場。

## 概要
2001年の第56回国民体育大会（新世紀・みやぎ国体）の会場としての利用を念頭に整備された施設で、同大会ではラグビー（少年男子）の会場として使用された。
国体終了後は、日本プロサッカーリーグのベガルタ仙台のサテライトリーグ戦の会場としても利用された。その他サッカー、ラグビーの各種公式大会にも使用されている。2009年はJFLのソニー仙台FCの公式戦ホームゲームが初めて開催された。
2011年は、同年3月11日に発生した東日本大震災において復興作業に従事する自衛隊の活動拠点となったため、球技場としての活用は停止された。2012年に利用再開を見込んでいたが、完全に復旧していなかったため、フットボール場で開催を予定していたベガルタ仙台レディースがなでしこチャレンジリーグの試合は「ふれあいグラウンド」に変更となった。
2013年6月2日に改修が完了し、それを記念して早稲田大学ラグビー蹴球部対慶應義塾體育會蹴球部の試合が行われた。
2017年6月、東側芝席に500席のベンチ席が増設され、計1,200席となった。
日本フットボールリーグ（JFL）ではソニー仙台FCが不定期で主催試合を行っていた他、コバルトーレ女川が本来の本拠地である女川町にJFL基準の天然芝グラウンドがないため、2018年度のリーグ戦の主本拠地として8試合を主催した。
WEリーグのマイナビ仙台レディースは、本拠地のユアテックスタジアム仙台が芝生の張り替え工事に伴い2025年の前半が使用不能のため、期間中は当地でホームゲームの全試合を行う。
ラグビーの公式戦は2014年、トップリーグで開催経験があり、2024年、JAPAN RUGBY LEAGUE ONE DIVISION 2順位決定戦で開催。

## 施設概要
- 収容人数：5,650人（うちベンチ1,200席）
- フィールド：長辺 174m x 短辺 84m
- ピッチサイズ：105m × 68m
- スコアボード：電光掲示板（フルカラーLED式、映像表示可能）
- 照明設備：無し

## 交通
- JR石巻駅（仙石線・仙石東北ライン・石巻線よりミヤコーバス「石巻専修大学行き」で15分「総合運動公園」下車すぐ